# Campeonato Ecuatoriano de Fútbol 2012
La temporada 2012 de la Serie A de Ecuador, cuyo nombre comercial fue «Copa Credife 2012», fue la quincuagésima cuarta (54.a) edición de la Serie A del fútbol profesional ecuatoriano. El torneo comenzó el 3 de febrero y finalizó el 16 de diciembre. Este campeonato fue organizado por la Federación Ecuatoriana de Fútbol.
El torneo estuvo conformado por tres etapas, de las cuales, las dos primeras se jugaron en el sistema de todos contra todos en las cuales participarían los doce clubes de fútbol de primera categoría. La tercera etapa debía consistir en la final a disputarse entre los ganadores de la primera y segunda etapa. Luego, conforme a las posiciones en la tabla acumulada, se repartieron tres cupos para la Copa Libertadores 2013 y cuatro para la Copa Sudamericana 2013.
El Barcelona Sporting Club se proclamó campeón por décima cuarta vez en su historia, siendo el equipo que más veces ha ganado este campeonato. Tras haber ganado la primera y segunda etapa, no hubo necesidad de la final en la tercera etapa, de acuerdo al sistema de competición de ese año.

## Sistema de juego
El Campeonato Ecuatoriano de Fútbol se jugó con la misma modalidad que desde el 2010 de acuerdo a lo que decidieron el 6 de diciembre de 2011 los dirigentes en la sesión ampliada del Comité Ejecutivo de la Federación Ecuatoriana de Fútbol.
El 6 de diciembre de 2011 los dirigentes de los clubes que participaron en los campeonatos de Serie A y Serie B en conjunto con los directivos de la Federación Ecuatoriana de Fútbol analizaron las diferentes propuestas de sistema de campeonato en una sesión ampliada del Comité Ejecutivo. Se estableció el sistema de campeonato, aprobado por los dirigentes de las varias instituciones presentes, el mismo que finalmente fue aprobado en el Congreso Ordinario de la Federación Ecuatoriana de Fútbol en enero de 2012.
El Campeonato Ecuatoriano de Fútbol de 2012, según lo establecido, fue jugado por 12 equipos que se disputaron el título en tres etapas. En total se jugaron 44 fechas que iniciaron el 3 de febrero.
La primera etapa del campeonato consistió de 22 jornadas. La modalidad fue de todos contra todos, en donde el equipo que quedó en primer lugar obtuvo uno de los dos únicos cupos para la final del campeonato, así como clasificó a la Copa Sudamericana 2012 y Copa Sudamericana 2013, también obtuvo un cupo para la Copa Libertadores 2013. Además los equipos que se ubicaron en segundo y tercer lugar de esta etapa clasificaron a la Copa Sudamericana 2012.
La segunda etapa fue totalmente igual a la primera, siendo premiado el vencedor de esta etapa con el segundo cupo para la final del campeonato, así mismo clasificó a la Copa Libertadores 2013 y Copa Sudamericana 2013.
Los equipos que ocuparon los dos últimos puestos en la tabla acumulada de ambas etapas (44 jornadas) perdieron la categoría y jugarán en 2013 en la Serie B.
La tercera etapa consistió en dos fechas en donde se disputó un partido de ida y otro de vuelta entre los equipos que hayan logrado el primer lugar en las etapas primera y segunda del campeonato. De la misma manera y en las mismas fechas se disputó un repechaje para obtener un cupo en la Copa Libertadores 2013 entre los dos equipos de mayor puntaje en la tabla acumulada del campeonato que no hayan clasificado a la final del torneo; el ganador jugó Libertadores y el perdedor clasificó a la Copa Sudamericana 2013. El último cupo para la Copa Sudamericana 2013 salió del repechaje entre el quinto y sexto lugar en la tabla acumulada.

## Equipos participantes
| Nombre del club       | Ciudad    | Entrenador                 | Estadio                    | Capacidad | Marca           | Patrocinador              |
| --------------------- | --------- | -------------------------- | -------------------------- | --------- | --------------- | ------------------------- |
| Barcelona             | Guayaquil | Gustavo Costas             | Monumental Banco Pichincha | 59.283    | Marathon Sports | Pilsener                  |
| Deportivo Cuenca      | Cuenca    | Guillermo Duró             | Alejandro Serrano Aguilar  | 22.000    | Marathon Sports | Pilsener                  |
| Deportivo Quito       | Quito     | Rubén Darío Insúa          | Olímpico Atahualpa         | 35.742    | Fila            | Pepsi                     |
| El Nacional           | Quito     | Orlando Narváez (interino) | Olímpico Atahualpa         | 35.742    | Lotto           | ANDEC                     |
| Emelec                | Guayaquil | Gustavo Quinteros          | George Capwell             | 24.019    | Astro           | PDVSA y PDV               |
| Independiente         | Sangolquí | Pablo Repetto              | General Rumiñahui          | 7.500     | Marathon Sports | DirecTV y Roland          |
| Liga de Loja          | Loja      | Paúl Vélez                 | Reina del Cisne            | 14.594    | Lotto           | Banco de Loja             |
| Liga de Quito         | Quito     | Edgardo Bauza              | Casa Blanca                | 41.596    | Umbro           | Diners Club Internacional |
| Macará                | Ambato    | Fabián Bustos              | Bellavista                 | 18.000    | Marathon Sports | San Francisco             |
| Manta                 | Manta     | Armando Osma (†)           | Jocay                      | 16.000    | Astro           | Atún Isabel               |
| Olmedo                | Riobamba  | Roque Alfaro               | Olímpico                   | 18.000    | Astro           | Acción Rural              |
| Técnico Universitario | Ambato    | José Basualdo              | Bellavista                 | 18.000    | Astro           | San Francisco             |

### Equipos por provincias
| Provincia  | N.º | Equipos                                                     |
| ---------- | --- | ----------------------------------------------------------- |
| Pichincha  | 4   | Deportivo Quito, El Nacional, Independiente y Liga de Quito |
| Guayas     | 2   | Barcelona y Emelec                                          |
| Tungurahua | 2   | Macará y Técnico Universitario                              |
| Azuay      | 1   | Deportivo Cuenca                                            |
| Chimborazo | 1   | Olmedo                                                      |
| Loja       | 1   | Liga de Loja                                                |
| Manabí     | 1   | Manta                                                       |

### Cambios de entrenadores
| Club                  | Entrenador destituido | Fecha de salida          | Reemplazado por            | Fecha de llegada         | Posición en la tabla |
| --------------------- | --------------------- | ------------------------ | -------------------------- | ------------------------ | -------------------- |
| Olmedo                | Carlos Calderón       | 12 de febrero de 2012    | Juan Amador Sánchez        | 13 de febrero de 2012    | 12                   |
| Barcelona             | Luis Zubeldía         | 9 de abril de 2012       | Gustavo Costas             | 11 de abril de 2012      | 1                    |
| El Nacional           | Mario Saralegui       | 9 de abril de 2012       | Sixto Vizuete              | 10 de abril de 2012      | 8                    |
| Técnico Universitario | Fabián Bustos         | 13 de abril de 2012      | Mario Saralegui            | 14 de abril de 2012      | 11                   |
| Olmedo                | Juan Amador Sánchez   | 30 de abril de 2012      | Óscar Pacheco              | 8 de junio de 2012       | 12                   |
| Deportivo Quito       | Carlos Ischia         | 14 de mayo de 2012       | Nelson Acosta              | 24 de octubre de 2012    | 7                    |
| Técnico Universitario | Mario Saralegui       | 18 de junio de 2012      | José Basualdo              | 26 de junio de 2012      | 11                   |
| Emelec                | Marcelo Fleitas       | 8 de julio de 2012       | Gustavo Quinteros          | 6 de julio de 2012       | 3                    |
| Macará                | Homero Valencia       | 8 de julio de 2012       | Fabián Bustos              | 9 de julio de 2012       | 10                   |
| Deportivo Quito       | Nelson Acosta         | 30 de julio de 2012      | Rubén Darío Insúa          | 1 de agosto de 2012      | 12                   |
| Independiente         | Carlos Sevilla        | 20 de septiembre de 2012 | Pablo Repetto              | 24 de septiembre de 2012 | 11                   |
| Olmedo                | Óscar Pacheco         | 1 de octubre de 2012     | Roque Alfaro               | 8 de octubre de 2012     | 7                    |
| Deportivo Cuenca      | Luis Soler            | 4 de octubre de 2012     | Guillermo Duró             | 26 de octubre de 2012    | 9                    |
| El Nacional           | Sixto Vizuete         | 8 de noviembre de 2012   | Orlando Narváez (interino) | 8 de noviembre de 2012   | 11                   |

* En la Posición en la tabla, se indica la posición en la que el club se encontraba en la Primera o Segunda etapa respectivamente, más no su posición en la Tabla General o Acumulada.

## Relevo anual de clubes
| Pos | Ascendidos de la Serie B |
| --- | ------------------------ |
| 1.º | Técnico Universitario    |
| 2.º | Macará                   |

| Pos  | Descendidos de la Serie A |
| ---- | ------------------------- |
| 11.º | Imbabura                  |
| 12.º | Espoli                    |

## Primera etapa

### Clasificación
| Pos. | Equipo                | Pts. | PJ | PG | PE | PP | GF | GC | Dif. |
| ---- | --------------------- | ---- | -- | -- | -- | -- | -- | -- | ---- |
| 1.º  | Barcelona             | 38   | 22 | 10 | 8  | 4  | 33 | 15 | 18   |
| 2.º  | Liga de Loja          | 38   | 22 | 10 | 8  | 4  | 25 | 18 | 7    |
| 3.º  | Emelec                | 37   | 22 | 11 | 4  | 7  | 39 | 23 | 16   |
| 4.º  | Independiente         | 37   | 22 | 10 | 7  | 5  | 29 | 20 | 9    |
| 5.º  | Deportivo Cuenca      | 36   | 22 | 11 | 3  | 8  | 24 | 26 | −2   |
| 6.º  | Liga de Quito         | 34   | 22 | 8  | 10 | 4  | 35 | 17 | 18   |
| 7.º  | Deportivo Quito       | 31   | 22 | 8  | 7  | 7  | 34 | 23 | 11   |
| 8.º  | El Nacional           | 29   | 22 | 8  | 5  | 9  | 24 | 34 | −10  |
| 9.º  | Manta                 | 27   | 22 | 7  | 6  | 9  | 22 | 23 | −1   |
| 10.º | Macará                | 21   | 22 | 5  | 6  | 11 | 19 | 33 | −14  |
| 11.º | Técnico Universitario | 18   | 22 | 4  | 6  | 12 | 18 | 32 | −14  |
| 12.º | Olmedo                | 14   | 22 | 4  | 2  | 16 | 14 | 44 | −30  |

|  | Clasificado a la final del torneo, a la Copa Sudamericana 2012, Copa Libertadores 2013 y Copa Sudamericana 2013. |
|  | Clasificado a la Copa Sudamericana 2012.                                                                         |

### Evolución de la clasificación
- Actualizado el 8 de julio de 2012

| Equipo / Fecha        | 01 | 02 | 03 | 04 | 05 | 06 | 07 | 08 | 09 | 10 | 11 | 12 | 13 | 14 | 15 | 16 | 17 | 18 | 19 | 20 | 21 | 22 |
| --------------------- | -- | -- | -- | -- | -- | -- | -- | -- | -- | -- | -- | -- | -- | -- | -- | -- | -- | -- | -- | -- | -- | -- |
| Barcelona             | 1  | 3  | 5  | 5  | 7  | 9  | 6  | 2  | 2  | 3  | 5  | 5  | 6  | 5  | 4  | 3  | 2  | 1  | 1  | 2  | 1  | 1  |
| Liga de Loja          | 9  | 10 | 9  | 6  | 4  | 6  | 5  | 5  | 7  | 6  | 4  | 4  | 4  | 2  | 2  | 2  | 1  | 3  | 3  | 3  | 2  | 2  |
| Emelec                | 2  | 2  | 2  | 3  | 3  | 3  | 1  | 1  | 1  | 1  | 1  | 3  | 3  | 6  | 5  | 4  | 3  | 4  | 4  | 5  | 4  | 3  |
| Independiente         | 3  | 4  | 3  | 2  | 2  | 2  | 4  | 4  | 4  | 2  | 2  | 1  | 1  | 1  | 1  | 1  | 4  | 2  | 2  | 1  | 3  | 4  |
| Deportivo Cuenca      | 11 | 7  | 8  | 8  | 10 | 7  | 10 | 8  | 5  | 4  | 6  | 6  | 5  | 4  | 6  | 6  | 5  | 5  | 6  | 6  | 5  | 5  |
| Liga de Quito         | 4  | 1  | 1  | 1  | 1  | 1  | 3  | 3  | 3  | 5  | 3  | 2  | 2  | 3  | 3  | 5  | 6  | 6  | 5  | 4  | 6  | 6  |
| Deportivo Quito       | 8  | 11 | 11 | 11 | 8  | 5  | 9  | 10 | 10 | 9  | 7  | 8  | 7  | 7  | 7  | 7  | 7  | 8  | 8  | 9  | 7  | 7  |
| El Nacional           | 6  | 8  | 10 | 9  | 5  | 4  | 2  | 6  | 6  | 8  | 10 | 7  | 8  | 9  | 10 | 10 | 8  | 7  | 7  | 8  | 9  | 8  |
| Manta                 | 10 | 6  | 7  | 7  | 9  | 11 | 8  | 11 | 11 | 10 | 8  | 9  | 9  | 10 | 8  | 8  | 9  | 9  | 9  | 7  | 8  | 9  |
| Macará                | 5  | 5  | 6  | 10 | 11 | 10 | 7  | 7  | 8  | 7  | 9  | 10 | 10 | 8  | 9  | 9  | 10 | 10 | 10 | 10 | 10 | 10 |
| Técnico Universitario | 7  | 9  | 4  | 4  | 6  | 8  | 11 | 9  | 9  | 11 | 11 | 11 | 11 | 11 | 11 | 11 | 11 | 11 | 11 | 11 | 11 | 11 |
| Olmedo                | 12 | 12 | 12 | 12 | 12 | 12 | 12 | 12 | 12 | 12 | 12 | 12 | 12 | 12 | 12 | 12 | 12 | 12 | 12 | 12 | 12 | 12 |

### Resultados
- Los horarios corresponden a la hora de Ecuador (UTC-5)

Nota: Los horarios de los partidos se definen la semana previa a cada jornada.
| Macará        | 1 - 0 | Deportivo Quito       | Bellavista                     | 3 de febrero | 20:00 |
| Independiente | 1 - 0 | Liga de Loja          | Rumiñahui                      | 4 de febrero | 18:00 |
| El Nacional   | 0 - 0 | Técnico Universitario | Olímpico Atahualpa             | 5 de febrero | 12:00 |
| Olmedo        | 0 - 2 | Emelec                | Olímpico (Riobamba)            | 5 de febrero | 12:00 |
| Manta         | 0 - 1 | Liga de Quito         | Reales Tamarindos (Portoviejo) | 5 de febrero | 15:00 |
| Barcelona     | 3 - 1 | Deportivo Cuenca      | Monumental                     | 5 de febrero | 16:30 |

| Liga de Loja          | 0 - 0 | El Nacional   | Reina del Cisne           | 10 de febrero | 19:00 |
| Deportivo Cuenca      | 3 - 2 | Independiente | Alejandro Serrano Aguilar | 10 de febrero | 19:30 |
| Deportivo Quito       | 1 - 2 | Manta         | Olímpico Atahualpa        | 11 de febrero | 12:00 |
| Liga de Quito         | 5 - 0 | Olmedo        | Casa Blanca               | 12 de febrero | 11:00 |
| Técnico Universitario | 1 - 1 | Barcelona     | Bellavista                | 12 de febrero | 13:00 |
| Emelec                | 3 - 2 | Macará        | Capwell                   | 12 de febrero | 18:00 |

| Olmedo          | 0 - 3 | Técnico Universitario | Olímpico (Riobamba)            | 24 de febrero | 19:15 |
| Macará          | 0 - 0 | Deportivo Cuenca      | Bellavista                     | 24 de febrero | 20:00 |
| Manta           | 0 - 0 | Emelec                | Reales Tamarindos (Portoviejo) | 25 de febrero | 14:00 |
| Independiente   | 3 - 0 | El Nacional           | Rumiñahui                      | 25 de febrero | 18:00 |
| Deportivo Quito | 0 - 0 | Liga de Quito         | Olímpico Atahualpa             | 26 de febrero | 11:30 |
| Barcelona       | 0 - 0 | Liga de Loja          | Monumental                     | 26 de febrero | 16:00 |

| El Nacional           | 0 - 2 | Barcelona       | Olímpico Atahualpa        | 28 de marzo | 12:00 |
| Deportivo Cuenca      | 1 - 0 | Olmedo          | Alejandro Serrano Aguilar | 28 de marzo | 18:00 |
| Emelec                | 2 - 2 | Deportivo Quito | Capwell                   | 28 de marzo | 18:00 |
| Técnico Universitario | 2 - 1 | Manta           | Bellavista                | 28 de marzo | 19:30 |
| Liga de Loja          | 2 - 2 | Macará          | Reina del Cisne           | 28 de marzo | 19:30 |
| Liga de Quito         | 0 - 0 | Independiente   | Olímpico Atahualpa        | 28 de marzo | 19:30 |

| Deportivo Quito | 0 - 0 | Técnico Universitario | Olímpico Atahualpa  | 2 de marzo | 19:00 |
| Olmedo          | 0 - 1 | Liga de Loja          | Olímpico (Riobamba) | 3 de marzo | 16:00 |
| Liga de Quito   | 2 - 0 | Emelec                | Casa Blanca         | 4 de marzo | 11:30 |
| Macará          | 1 - 2 | El Nacional           | Bellavista          | 4 de marzo | 12:30 |
| Manta           | 0 - 0 | Deportivo Cuenca      | Capwell             | 4 de marzo | 13:30 |
| Barcelona       | 1 - 1 | Independiente         | Monumental          | 4 de marzo | 16:00 |

| Liga de Loja          | 2 - 1 | Manta           | Reina del Cisne           | 9 de marzo  | 19:30 |
| Independiente         | 1 - 0 | Macará          | Rumiñahui                 | 10 de marzo | 18:00 |
| Deportivo Cuenca      | 1 - 4 | Deportivo Quito | Alejandro Serrano Aguilar | 11 de marzo | 12:00 |
| Técnico Universitario | 0 - 0 | Liga de Quito   | Bellavista                | 11 de marzo | 12:00 |
| El Nacional           | 2 - 1 | Olmedo          | Olímpico Atahualpa        | 11 de marzo | 12:00 |
| Barcelona             | 1 - 1 | Emelec          | Monumental                | 18 de abril | 19:30 |

| Deportivo Quito | 4 - 1 | Liga de Loja          | Olímpico Atahualpa             | 16 de marzo | 19:00 |
| Manta           | 1 - 1 | El Nacional           | Reales Tamarindos (Portoviejo) | 17 de marzo | 16:00 |
| Liga de Quito   | 0 - 1 | Deportivo Cuenca      | Olímpico Atahualpa             | 18 de marzo | 11:30 |
| Olmedo          | 0 - 0 | Independiente         | Olímpico (Riobamba)            | 18 de marzo | 11:30 |
| Macará          | 1 - 0 | Barcelona             | Bellavista                     | 18 de marzo | 13:00 |
| Emelec          | 2 - 1 | Técnico Universitario | Capwell                        | 18 de marzo | 16:00 |

| Liga de Loja     | 1 - 0 | Liga de Quito         | Reina del Cisne           | 23 de marzo | 19:30 |
| Barcelona        | 4 - 0 | Olmedo                | Monumental                | 23 de marzo | 19:30 |
| Macará           | 2 - 0 | Técnico Universitario | Bellavista                | 23 de marzo | 20:00 |
| Independiente    | 0 - 2 | Manta                 | Rumiñahui                 | 24 de marzo | 18:00 |
| Deportivo Cuenca | 0 - 3 | Emelec                | Alejandro Serrano Aguilar | 24 de marzo | 21:00 |
| El Nacional      | 2 - 1 | Deportivo Quito       | Olímpico Atahualpa        | 4 de abril  | 12:00 |

| Liga de Quito         | 3 - 2 | El Nacional      | Olímpico Atahualpa  | 31 de marzo | 19:00 |
| Olmedo                | 2 - 0 | Macará           | Olímpico (Riobamba) | 1 de abril  | 12:00 |
| Técnico Universitario | 0 - 1 | Deportivo Cuenca | Bellavista          | 1 de abril  | 12:00 |
| Deportivo Quito       | 0 - 1 | Independiente    | Olímpico Atahualpa  | 1 de abril  | 12:00 |
| Manta                 | 0 - 1 | Barcelona        | Jocay               | 1 de abril  | 14:00 |
| Emelec                | 2 - 0 | Liga de Loja     | Capwell             | 1 de abril  | 17:00 |

| Macará        | 1 - 1 | Manta                 | Bellavista          | 8 de abril  | 11:30 |
| Liga de Loja  | 4 - 1 | Técnico Universitario | Reina del Cisne     | 8 de abril  | 12:00 |
| El Nacional   | 1 - 2 | Deportivo Cuenca      | Olímpico Atahualpa  | 8 de abril  | 12:00 |
| Independiente | 2 - 1 | Emelec                | Rumiñahui           | 8 de abril  | 12:30 |
| Barcelona     | 1 - 1 | Liga de Quito         | Monumental          | 8 de abril  | 16:30 |
| Olmedo        | 4 - 4 | Deportivo Quito       | Olímpico (Riobamba) | 25 de abril | 16:00 |

| Deportivo Cuenca      | 1 - 2 | Liga de Loja  | Alejandro Serrano Aguilar | 13 de abril | 18:00 |
| Deportivo Quito       | 3 - 0 | Barcelona     | Olímpico Atahualpa        | 13 de abril | 19:00 |
| Técnico Universitario | 0 - 2 | Independiente | Bellavista                | 13 de abril | 20:00 |
| Liga de Quito         | 3 - 0 | Macará        | Casa Blanca               | 15 de abril | 11:30 |
| Manta                 | 3 - 1 | Olmedo        | Jocay                     | 15 de abril | 12:00 |
| Emelec                | 5 - 0 | El Nacional   | Capwell                   | 25 de abril | 18:00 |

| Liga de Loja  | 1 - 0 | Deportivo Cuenca      | Reina del Cisne     | 20 de abril | 19.30 |
| Independiente | 4 - 1 | Técnico Universitario | Rumiñahui           | 21 de abril | 18:00 |
| Olmedo        | 1 - 0 | Manta                 | Olímpico (Riobamba) | 22 de abril | 12:00 |
| El Nacional   | 2 - 1 | Emelec                | Olímpico Atahualpa  | 22 de abril | 12:00 |
| Macará        | 0 - 2 | Liga de Quito         | Bellavista          | 22 de abril | 12:30 |
| Barcelona     | 0 - 0 | Deportivo Quito       | Monumental          | 22 de abril | 16:30 |

| Emelec                | 1 - 1 | Independiente | Capwell                   | 28 de abril | 18:00 |
| Liga de Quito         | 2 - 2 | Barcelona     | Casa Blanca               | 29 de abril | 11:30 |
| Manta                 | 1 - 1 | Macará        | Jocay                     | 29 de abril | 11:30 |
| Deportivo Quito       | 2 - 0 | Olmedo        | Olímpico Atahualpa        | 29 de abril | 12:00 |
| Deportivo Cuenca      | 1 - 0 | El Nacional   | Alejandro Serrano Aguilar | 29 de abril | 12:00 |
| Técnico Universitario | 0 - 0 | Liga de Loja  | Bellavista                | 29 de abril | 14:00 |

| Deportivo Cuenca | 2 - 1 | Técnico Universitario | Alejandro Serrano Aguilar | 5 de mayo  | 16:00 |
| Macará           | 3 - 1 | Olmedo                | Bellavista                | 6 de mayo  | 11:30 |
| El Nacional      | 1 - 1 | Liga de Quito         | Olímpico Atahualpa        | 6 de mayo  | 12:00 |
| Independiente    | 0 - 0 | Deportivo Quito       | Rumiñahui                 | 6 de mayo  | 12:15 |
| Barcelona        | 4 - 0 | Manta                 | Monumental                | 6 de mayo  | 16:30 |
| Liga de Loja     | 2 - 0 | Emelec                | Reina del Cisne           | 16 de mayo | 19:30 |

| Técnico Universitario | 0 - 0 | Macará           | Bellavista             | 11 de mayo | 20:00 |
| Manta                 | 3 - 0 | Independiente    | Jocay                  | 12 de mayo | 15:00 |
| Liga de Quito         | 2 - 2 | Liga de Loja     | Casa Blanca            | 12 de mayo | 17:00 |
| Olmedo                | 0 - 2 | Barcelona        | Olímpico (Riobamba)    | 12 de mayo | 19:30 |
| Emelec                | 2 - 1 | Deportivo Cuenca | Modelo Alberto Spencer | 13 de mayo | 17:00 |
| Deportivo Quito       | 3 - 0 | El Nacional      | Olímpico Atahualpa     | 15 de mayo | 19:00 |

| Deportivo Cuenca      | 0 - 0 | Liga de Quito   | Alejandro Serrano Aguilar | 18 de mayo | 20:00 |
| El Nacional           | 1 - 1 | Manta           | Olímpico Atahualpa        | 19 de mayo | 12:00 |
| Barcelona             | 4 - 1 | Macará          | Monumental                | 19 de mayo | 18:00 |
| Independiente         | 3 - 0 | Olmedo          | Rumiñahui                 | 19 de mayo | 18:00 |
| Técnico Universitario | 2 - 3 | Emelec          | Bellavista                | 20 de mayo | 11:30 |
| Liga de Loja          | 1 - 0 | Deportivo Quito | Reina del Cisne           | 20 de mayo | 15:00 |

| Manta           | 1 - 0 | Liga de Loja          | Jocay               | 13 de junio | 15:00 |
| Olmedo          | 0 - 1 | El Nacional           | Olímpico (Riobamba) | 13 de junio | 16:00 |
| Deportivo Quito | 1 - 3 | Deportivo Cuenca      | Olímpico Atahualpa  | 13 de junio | 19:00 |
| Liga de Quito   | 2 - 1 | Técnico Universitario | Casa Blanca         | 13 de junio | 19:30 |
| Emelec          | 0 - 1 | Barcelona             | Capwell             | 13 de junio | 20:00 |
| Macará          | 0 - 2 | Independiente         | Bellavista          | 13 de junio | 20:00 |

| El Nacional           | 3 - 1 | Macará          | Olímpico Atahualpa        | 23 de mayo | 12:00 |
| Técnico Universitario | 2 - 1 | Deportivo Quito | Bellavista                | 23 de mayo | 19:00 |
| Liga de Loja          | 2 - 1 | Olmedo          | Reina del Cisne           | 23 de mayo | 19:30 |
| Independiente         | 0 - 2 | Barcelona       | Rumiñahui                 | 23 de mayo | 19:30 |
| Deportivo Cuenca      | 2 - 1 | Manta           | Alejandro Serrano Aguilar | 23 de mayo | 20:00 |
| Emelec                | 3 - 0 | Liga de Quito   | Capwell                   | 23 de mayo | 20:00 |

| Macará          | 1 - 1 | Liga de Loja          | Bellavista          | 17 de junio | 10:30 |
| Olmedo          | 1 - 0 | Deportivo Cuenca      | Olímpico (Riobamba) | 17 de junio | 12:00 |
| Deportivo Quito | 2 - 1 | Emelec                | Olímpico Atahualpa  | 17 de junio | 12:00 |
| Independiente   | 2 - 2 | Liga de Quito         | Rumiñahui           | 17 de junio | 12:15 |
| Manta           | 1 - 0 | Técnico Universitario | Jocay               | 17 de junio | 14:00 |
| Barcelona       | 1 - 2 | El Nacional           | Monumental          | 17 de junio | 16:30 |

| Liga de Loja          | 0 - 0 | Barcelona       | Reina del Cisne           | 22 de junio | 20:00 |
| Técnico Universitario | 1 - 0 | Olmedo          | Bellavista                | 23 de junio | 16:00 |
| Liga de Quito         | 0 - 0 | Deportivo Quito | Casa Blanca               | 24 de junio | 11:30 |
| Deportivo Cuenca      | 0 - 2 | Macará          | Alejandro Serrano Aguilar | 24 de junio | 12:00 |
| El Nacional           | 1 - 2 | Independiente   | Olímpico Atahualpa        | 24 de junio | 12:00 |
| Emelec                | 0 - 2 | Manta           | Capwell                   | 24 de junio | 17:00 |

| Independiente | 1 - 2 | Deportivo Cuenca      | Rumiñahui           | 1 de julio | 12:00 |
| Macará        | 0 - 2 | Emelec                | Bellavista          | 1 de julio | 12:00 |
| Barcelona     | 3 - 0 | Técnico Universitario | Monumental          | 1 de julio | 12:00 |
| El Nacional   | 1 - 3 | Liga de Loja          | Olímpico Atahualpa  | 1 de julio | 12:00 |
| Olmedo        | 2 - 0 | Liga de Quito         | Olímpico (Riobamba) | 1 de julio | 12:00 |
| Manta         | 1 - 2 | Deportivo Quito       | Jocay               | 1 de julio | 12:00 |

| Deportivo Quito       | 3 - 0 | Macará        | Olímpico Atahualpa        | 6 de julio | 12:00 |
| Técnico Universitario | 1 - 2 | El Nacional   | Bellavista                | 7 de julio | 16:00 |
| Liga de Quito         | 2 - 0 | Manta         | Casa Blanca               | 7 de julio | 17:00 |
| Liga de Loja          | 0 - 0 | Independiente | Reina del Cisne           | 8 de julio | 12:00 |
| Emelec                | 5 - 0 | Olmedo        | Capwell                   | 8 de julio | 12:00 |
| Deportivo Cuenca      | 1 - 0 | Barcelona     | Alejandro Serrano Aguilar | 8 de julio | 12:00 |

### Asistencia por equipos
La tabla siguiente muestra la cantidad de espectadores de local que acumuló cada equipo en sus respectivos partidos. Se asigna en su totalidad el mismo número a ambos protagonistas de un juego.
| Pos. | Equipo                | Asist.  | P.J. | Prom.  |
| ---- | --------------------- | ------- | ---- | ------ |
| 1    | Barcelona             | 338 983 | 11   | 30 816 |
| 2    | Emelec                | 170 247 | 11   | 12 512 |
| 3    | Liga de Quito         | 143 613 | 11   | 7559   |
| 4    | Liga de Loja          | 84 879  | 11   | 6716   |
| 5    | Técnico Universitario | 55 083  | 11   | 5025   |
| 6    | Deportivo Cuenca      | 54 430  | 11   | 4948   |
| 7    | Macará                | 48 508  | 11   | 4410   |
| 8    | Deportivo Quito       | 46 652  | 11   | 4241   |
| 9    | El Nacional           | 45 544  | 11   | 3140   |
| 10   | Independiente         | 28 569  | 11   | 2597   |
| 11   | Olmedo                | 23 154  | 11   | 1105   |
| 12   | Manta                 | 10 919  | 11   | 993    |

 Pos.=Posición; Asist.=Asistentes; P.J.=Partidos jugados.

## Segunda etapa

### Clasificación
| Pos. | Equipo                | Pts. | PJ | PG | PE | PP | GF | GC | Dif. |
| ---- | --------------------- | ---- | -- | -- | -- | -- | -- | -- | ---- |
| 1.º  | Barcelona             | 45   | 22 | 13 | 6  | 3  | 42 | 19 | 23   |
| 2.º  | Emelec                | 37   | 22 | 11 | 4  | 7  | 28 | 26 | 2    |
| 3.º  | Liga de Quito         | 35   | 22 | 9  | 8  | 5  | 26 | 20 | 6    |
| 4.º  | Independiente         | 31   | 22 | 9  | 4  | 9  | 22 | 25 | −3   |
| 5.º  | Técnico Universitario | 31   | 22 | 8  | 7  | 7  | 27 | 34 | −7   |
| 6.º  | Manta                 | 30   | 22 | 8  | 6  | 8  | 27 | 22 | 5    |
| 7.º  | Macará                | 29   | 22 | 9  | 2  | 11 | 27 | 29 | −2   |
| 8.º  | Liga de Loja          | 27   | 22 | 7  | 6  | 9  | 28 | 29 | −1   |
| 9.º  | Deportivo Cuenca      | 27   | 22 | 7  | 6  | 9  | 20 | 23 | −3   |
| 10.º | Deportivo Quito       | 25   | 22 | 6  | 7  | 9  | 14 | 25 | −11  |
| 11.º | El Nacional           | 23   | 22 | 5  | 8  | 9  | 24 | 28 | −4   |
| 12.º | Olmedo                | 21   | 22 | 5  | 6  | 11 | 22 | 27 | −5   |

|  | Clasificado a la final del torneo, a la Copa Libertadores 2013 y Copa Sudamericana 2013. |

### Evolución de la clasificación
- Actualizado el 21 de noviembre de 2012

| Equipo / Fecha        | 01 | 02 | 03 | 04 | 05 | 06 | 07 | 08 | 09 | 10 | 11 | 12 | 13 | 14 | 15 | 16 | 17 | 18 | 19 | 20 | 21 | 22 |
| --------------------- | -- | -- | -- | -- | -- | -- | -- | -- | -- | -- | -- | -- | -- | -- | -- | -- | -- | -- | -- | -- | -- | -- |
| Barcelona             | 2  | 1  | 1  | 1  | 1  | 1  | 1  | 1  | 1  | 1  | 1  | 5  | 5  | 3  | 1  | 2  | 1  | 1  | 1  | 1  | 1  | 1  |
| Emelec                | 5  | 2  | 2  | 4  | 3  | 5  | 3  | 2  | 3  | 5  | 6  | 2  | 4  | 6  | 5  | 5  | 5  | 3  | 2  | 2  | 2  | 2  |
| Liga de Quito         | 3  | 3  | 4  | 2  | 4  | 4  | 6  | 5  | 2  | 4  | 5  | 3  | 1  | 1  | 2  | 3  | 3  | 4  | 5  | 4  | 3  | 3  |
| Independiente         | 1  | 4  | 6  | 8  | 8  | 9  | 12 | 9  | 10 | 11 | 11 | 11 | 11 | 11 | 10 | 10 | 9  | 7  | 7  | 5  | 4  | 4  |
| Técnico Universitario | 7  | 9  | 10 | 11 | 11 | 11 | 9  | 10 | 7  | 7  | 7  | 7  | 7  | 4  | 4  | 1  | 2  | 2  | 3  | 3  | 5  | 5  |
| Manta                 | 10 | 5  | 8  | 3  | 2  | 2  | 2  | 4  | 6  | 6  | 4  | 6  | 2  | 5  | 6  | 6  | 6  | 6  | 4  | 6  | 6  | 6  |
| Macará                | 4  | 7  | 3  | 6  | 5  | 3  | 5  | 3  | 5  | 3  | 2  | 1  | 3  | 2  | 3  | 4  | 4  | 5  | 6  | 7  | 7  | 7  |
| Liga de Loja          | 12 | 11 | 12 | 10 | 9  | 10 | 10 | 11 | 11 | 10 | 10 | 9  | 10 | 10 | 11 | 12 | 12 | 12 | 11 | 11 | 8  | 8  |
| Deportivo Cuenca      | 11 | 6  | 9  | 9  | 10 | 8  | 8  | 8  | 9  | 9  | 9  | 10 | 9  | 9  | 8  | 8  | 8  | 10 | 8  | 8  | 9  | 9  |
| Deportivo Quito       | 8  | 12 | 11 | 12 | 12 | 12 | 11 | 12 | 12 | 12 | 12 | 12 | 12 | 12 | 12 | 11 | 11 | 11 | 9  | 9  | 10 | 10 |
| El Nacional           | 6  | 8  | 7  | 5  | 7  | 7  | 7  | 7  | 8  | 8  | 8  | 8  | 8  | 8  | 9  | 9  | 10 | 9  | 12 | 12 | 12 | 11 |
| Olmedo                | 9  | 10 | 5  | 7  | 6  | 6  | 4  | 6  | 4  | 2  | 3  | 4  | 6  | 7  | 7  | 7  | 7  | 8  | 10 | 10 | 11 | 12 |

### Resultados
- Los horarios corresponden a la hora de Ecuador (UTC-5)

Nota: Los horarios y partidos de televisión se definen la semana previa a cada jornada.
| Macará        | 2 - 1 | Deportivo Quito       | Bellavista          | 13 de julio | 20:00 |
| Manta         | 1 - 2 | Liga de Quito         | Jocay               | 14 de julio | 15:00 |
| Independiente | 2 - 0 | Liga de Loja          | Rumiñahui           | 14 de julio | 18:00 |
| El Nacional   | 2 - 2 | Técnico Universitario | Olímpico Atahualpa  | 15 de julio | 12:00 |
| Olmedo        | 1 - 2 | Barcelona             | Olímpico (Riobamba) | 15 de julio | 12:00 |
| Emelec        | 1 - 0 | Deportivo Cuenca      | Capwell             | 15 de julio | 17:00 |

| Liga de Loja          | 2 - 2 | El Nacional   | Reina del Cisne           | 20 de julio | 19:30 |
| Deportivo Cuenca      | 2 - 1 | Independiente | Alejandro Serrano Aguilar | 21 de julio | 12:00 |
| Deportivo Quito       | 0 - 1 | Manta         | Olímpico Atahualpa        | 21 de julio | 17:00 |
| Liga de Quito         | 0 - 0 | Olmedo        | Casa Blanca               | 21 de julio | 17:30 |
| Barcelona             | 4 - 0 | Macará        | Monumental                | 21 de julio | 18:00 |
| Técnico Universitario | 1 - 1 | Emelec        | Bellavista                | 22 de julio | 13:00 |

| Emelec          | 3 - 1 | Liga de Loja          | Capwell             | 25 de julio | 18:00 |
| Olmedo          | 4 - 1 | Técnico Universitario | Olímpico (Riobamba) | 25 de julio | 19:00 |
| Independiente   | 1 - 1 | El Nacional           | Rumiñahui           | 25 de julio | 19:00 |
| Deportivo Quito | 0 - 0 | Liga de Quito         | Olímpico Atahualpa  | 25 de julio | 19:15 |
| Macará          | 2 - 0 | Deportivo Cuenca      | Bellavista          | 25 de julio | 20:00 |
| Manta           | 1 - 1 | Barcelona             | 9 de mayo           | 1 de agosto | 19:00 |

| El Nacional           | 3 - 0 | Emelec          | Olímpico Atahualpa        | 28 de julio | 12:00 |
| Liga de Quito         | 1 - 0 | Independiente   | Casa Blanca               | 29 de julio | 11:30 |
| Deportivo Cuenca      | 1 - 1 | Olmedo          | Alejandro Serrano Aguilar | 29 de julio | 12:00 |
| Técnico Universitario | 0 - 2 | Manta           | Bellavista                | 29 de julio | 13:30 |
| Barcelona             | 1 - 0 | Deportivo Quito | Monumental                | 29 de julio | 16:30 |
| Liga de Loja          | 2 - 1 | Macará          | Reina del Cisne           | 29 de julio | 18:00 |

| Macará          | 2 - 1 | El Nacional           | Bellavista          | 4 de agosto | 12:00 |
| Liga de Quito   | 2 - 2 | Barcelona             | Casa Blanca         | 5 de agosto | 11:30 |
| Olmedo          | 2 - 1 | Liga de Loja          | Olímpico (Riobamba) | 5 de agosto | 12:00 |
| Deportivo Quito | 0 - 0 | Técnico Universitario | Olímpico Atahualpa  | 5 de agosto | 12:00 |
| Manta           | 2 - 0 | Deportivo Cuenca      | Jocay               | 5 de agosto | 13:30 |
| Emelec          | 2 - 1 | Independiente         | Capwell             | 5 de agosto | 17:00 |

| Deportivo Cuenca      | 0 - 0 | Deportivo Quito | Alejandro Serrano Aguilar | 10 de agosto | 12:00 |
| Liga de Loja          | 1 - 2 | Manta           | Reina del Cisne           | 10 de agosto | 19:30 |
| Técnico Universitario | 0 - 0 | Liga de Quito   | Olímpico Atahualpa        | 11 de agosto | 16:00 |
| El Nacional           | 1 - 1 | Olmedo          | Olímpico Atahualpa        | 11 de agosto | 16:00 |
| Independiente         | 0 - 3 | Macará          | Rumiñahui                 | 11 de agosto | 18:00 |
| Emelec                | 1 - 2 | Barcelona       | Capwell                   | 12 de agosto | 17:00 |

| Macará          | 0 - 1 | Emelec                | Bellavista          | 18 de agosto | 15:00 |
| Olmedo          | 2 - 0 | Independiente         | Olímpico (Riobamba) | 18 de agosto | 16:00 |
| Liga de Quito   | 0 - 2 | Deportivo Cuenca      | Casa Blanca         | 18 de agosto | 19:30 |
| Deportivo Quito | 0 - 0 | Liga de Loja          | Olímpico Atahualpa  | 19 de agosto | 11:30 |
| Manta           | 1 - 1 | El Nacional           | Jocay               | 19 de agosto | 13:30 |
| Barcelona       | 0 - 1 | Técnico Universitario | Monumental          | 19 de agosto | 16:30 |

| Liga de Loja     | 1 - 2 | Liga de Quito         | Reina del Cisne           | 24 de agosto   | 19:30 |
| Deportivo Cuenca | 1 - 2 | Barcelona             | Alejandro Serrano Aguilar | 24 de agosto   | 20:00 |
| Macará           | 2 - 0 | Técnico Universitario | Bellavista                | 24 de agosto   | 20:00 |
| Emelec           | 1 - 0 | Olmedo                | Capwell                   | 25 de agosto   | 13:00 |
| Independiente    | 1 - 0 | Manta                 | Rumiñahui                 | 25 de agosto   | 18:00 |
| El Nacional      | 0 - 1 | Deportivo Quito       | Olímpico Atahualpa        | 7 de noviembre | 18:00 |

| Olmedo                | 3 - 2 | Macará           | Olímpico (Riobamba) | 29 de agosto    | 19:00 |
| Liga de Quito         | 3 - 1 | El Nacional      | Casa Blanca         | 29 de agosto    | 19:30 |
| Técnico Universitario | 1 - 0 | Deportivo Cuenca | Bellavista          | 29 de agosto    | 20:00 |
| Manta                 | 0 - 2 | Emelec           | Jocay               | 7 de noviembre  | 19:00 |
| Barcelona             | 1 - 1 | Liga de Loja     | Monumental          | 7 de noviembre  | 19:30 |
| Deportivo Quito       | 2 - 0 | Independiente    | Olímpico Atahualpa  | 14 de noviembre | 19:15 |

| Liga de Loja  | 6 - 0 | Técnico Universitario | Reina del Cisne     | 13 de septiembre | 19:00 |
| Olmedo        | 2 - 0 | Deportivo Quito       | Olímpico (Riobamba) | 14 de septiembre | 19:00 |
| Macará        | 4 - 2 | Manta                 | Bellavista          | 14 de septiembre | 20:00 |
| El Nacional   | 1 - 1 | Deportivo Cuenca      | Olímpico Atahualpa  | 15 de septiembre | 10:45 |
| Emelec        | 2 - 2 | Liga de Quito         | George Cawpell      | 15 de septiembre | 13:00 |
| Independiente | 1 - 1 | Barcelona             | Olímpico Atahualpa  | 15 de septiembre | 13:15 |

| Manta                 | 2 - 1 | Olmedo        | Jocay                     | 19 de septiembre | 15:00 |
| Liga de Quito         | 1 - 2 | Macará        | Casa Blanca               | 19 de septiembre | 19:30 |
| Técnico Universitario | 3 - 0 | Independiente | Bellavista                | 19 de septiembre | 20:00 |
| Deportivo Cuenca      | 2 - 0 | Liga de Loja  | Alejandro Serrano Aguilar | 10 de octubre    | 18:00 |
| Barcelona             | 3 - 1 | El Nacional   | Monumental                | 14 de noviembre  | 19:30 |
| Deportivo Quito       | 2 - 0 | Emelec        | Olímpico Atahualpa        | 28 de noviembre  | 19:00 |

| Emelec        | 3 - 0 | Deportivo Quito       | Capwell             | 22 de septiembre | 17:00 |
| El Nacional   | 2 - 1 | Barcelona             | Olímpico Atahualpa  | 23 de septiembre | 12:00 |
| Olmedo        | 1 - 1 | Manta                 | Olímpico (Riobamba) | 23 de septiembre | 12:00 |
| Macará        | 0 - 2 | Liga de Quito         | Bellavista          | 23 de septiembre | 12:00 |
| Independiente | 1 - 2 | Técnico Universitario | Rumiñahui           | 23 de septiembre | 12:15 |
| Liga de Loja  | 1 - 0 | Deportivo Cuenca      | Reina del Cisne     | 23 de septiembre | 16:00 |

| Liga de Quito         | 1 - 0 | Emelec        | Casa Blanca               | 28 de septiembre | 19:30 |
| Manta                 | 1 - 0 | Macará        | Jocay                     | 29 de septiembre | 15:00 |
| Deportivo Quito       | 2 - 0 | Olmedo        | Olímpico Atahualpa        | 29 de septiembre | 18:00 |
| Deportivo Cuenca      | 1 - 0 | El Nacional   | Alejandro Serrano Aguilar | 30 de septiembre | 12:00 |
| Técnico Universitario | 3 - 0 | Liga de Loja  | Bellavista                | 30 de septiembre | 12:00 |
| Barcelona             | 2 - 2 | Independiente | Monumental                | 30 de septiembre | 16:30 |

| Deportivo Cuenca | 1 - 3 | Técnico Universitario | Alejandro Serrano Aguilar | 3 de octubre    | 18:00 |
| El Nacional      | 0 - 0 | Liga de Quito         | Olímpico Atahualpa        | 3 de octubre    | 18:00 |
| Independiente    | 2 - 2 | Deportivo Quito       | Rumiñahui                 | 3 de octubre    | 19:00 |
| Macará           | 1 - 0 | Olmedo                | Bellavista                | 3 de octubre    | 20:00 |
| Liga de Loja     | 0 - 1 | Barcelona             | Reina del Cisne           | 3 de octubre    | 20:00 |
| Emelec           | 1 - 0 | Manta                 | Capwell                   | 14 de noviembre | 20:00 |

| Liga de Quito         | 2 - 2 | Liga de Loja     | Casa Blanca         | 19 de octubre | 19:30 |
| Deportivo Quito       | 2 - 0 | El Nacional      | Olímpico Atahualpa  | 20 de octubre | 18:00 |
| Técnico Universitario | 1 - 1 | Macará           | Bellavista          | 21 de octubre | 12:00 |
| Olmedo                | 1 - 1 | Emelec           | Olímpico (Riobamba) | 21 de octubre | 12:00 |
| Manta                 | 0 - 1 | Independiente    | Jocay               | 21 de octubre | 13:00 |
| Barcelona             | 4 - 1 | Deportivo Cuenca | Monumental          | 21 de octubre | 17:00 |

| Deportivo Cuenca      | 3 - 1 | Liga de Quito   | Alejandro Serrano Aguilar | 26 de octubre | 20:00 |
| Independiente         | 1 - 0 | Olmedo          | Rumiñahui                 | 27 de octubre | 17:00 |
| El Nacional           | 2 - 1 | Manta           | Olímpico Atahualpa        | 28 de octubre | 12:00 |
| Técnico Universitario | 3 - 2 | Barcelona       | Bellavista                | 28 de octubre | 12:00 |
| Emelec                | 3 - 0 | Macará          | Capwell                   | 28 de octubre | 17:00 |
| Liga de Loja          | 0 - 1 | Deportivo Quito | Reina del Cisne           | 28 de octubre | 18:00 |

| Macará          | 0 - 1 | Independiente         | Bellavista          | 2 de noviembre | 20:00 |
| Manta           | 1 - 1 | Liga de Loja          | Jocay               | 3 de noviembre | 14:00 |
| Liga de Quito   | 2 - 2 | Técnico Universitario | Casa Blanca         | 4 de noviembre | 11:30 |
| Deportivo Quito | 1 - 1 | Deportivo Cuenca      | Olímpico Atahualpa  | 4 de noviembre | 12:00 |
| Olmedo          | 0 - 0 | El Nacional           | Olímpico (Riobamba) | 4 de noviembre | 12:00 |
| Barcelona       | 5 - 0 | Emelec                | Monumental          | 4 de noviembre | 17:00 |

| Deportivo Cuenca      | 1 - 1 | Manta           | Alejandro Serrano Aguilar | 11 de noviembre | 12:00 |
| Técnico Universitario | 0 - 0 | Deportivo Quito | Bellavista                | 11 de noviembre | 12:00 |
| Independiente         | 2 - 0 | Emelec          | Rumiñahui                 | 11 de noviembre | 12:00 |
| El Nacional           | 2 - 1 | Macará          | Olímpico Atahualpa        | 11 de noviembre | 12:00 |
| Liga de Loja          | 2 - 1 | Olmedo          | Reina del Cisne           | 11 de noviembre | 16:00 |
| Barcelona             | 1 - 0 | Liga de Quito   | Monumental                | 11 de noviembre | 17:00 |

| Macará          | 0 - 2 | Liga de Loja          | Bellavista          | 16 de noviembre | 19:30 |
| Deportivo Quito | 0 - 2 | Barcelona             | Atahualpa           | 18 de noviembre | 12:00 |
| Olmedo          | 0 - 2 | Deportivo Cuenca      | Olímpico (Riobamba) | 18 de noviembre | 12:00 |
| Independiente   | 1 - 0 | Liga de Quito         | Rumiñahui           | 18 de noviembre | 12:15 |
| Manta           | 4 - 0 | Técnico Universitario | Jocay               | 18 de noviembre | 14:00 |
| Emelec          | 2 - 1 | El Nacional           | Capwell             | 18 de noviembre | 17:00 |

| El Nacional           | 0 - 2 | Independiente   | Atahualpa                 | 21 de noviembre | 18:00 |
| Liga de Quito         | 3 - 0 | Deportivo Quito | Casa Blanca               | 21 de noviembre | 19:15 |
| Deportivo Cuenca      | 0 - 0 | Macará          | Alejandro Serrano Aguilar | 21 de noviembre | 19:30 |
| Barcelona             | 0 - 0 | Manta           | Monumental                | 21 de noviembre | 19:30 |
| Liga de Loja          | 2 - 2 | Emelec          | Reina del Cisne           | 21 de noviembre | 20:00 |
| Técnico Universitario | 2 - 1 | Olmedo          | Bellavista                | 21 de noviembre | 20:00 |

| El Nacional   | 0 - 1 | Liga de Loja          | Atahualpa           | 25 de noviembre | 12:00 |
| Independiente | 1 - 0 | Deportivo Cuenca      | Rumiñahui           | 25 de noviembre | 12:00 |
| Manta         | 4 - 1 | Deportivo Quito       | Jocay               | 25 de noviembre | 12:00 |
| Macará        | 0 - 2 | Barcelona             | Bellavista          | 25 de noviembre | 12:00 |
| Emelec        | 2 - 1 | Técnico Universitario | Capwell             | 25 de noviembre | 12:00 |
| Olmedo        | 0 - 1 | Liga de Quito         | Olímpico (Riobamba) | 25 de noviembre | 12:00 |

| Liga de Quito         | 1 - 0 | Manta         | Casa Blanca               | 2 de diciembre | 12:00 |
| Liga de Loja          | 2 - 1 | Independiente | Reina del Cisne           | 2 de diciembre | 12:00 |
| Técnico Universitario | 1 - 3 | El Nacional   | Bellavista                | 2 de diciembre | 12:00 |
| Barcelona (C)         | 3 - 1 | Olmedo        | Monumental                | 2 de diciembre | 12:00 |
| Deportivo Cuenca      | 1 - 0 | Emelec        | Alejandro Serrano Aguilar | 2 de diciembre | 12:00 |
| Deportivo Quito       | 0 - 4 | Macará        | Atahualpa                 | 2 de diciembre | 12:00 |

## Tabla acumulada
| Pos. | Equipo                | Pts. | PJ | PG | PE | PP | GF | GC | Dif. |
| ---- | --------------------- | ---- | -- | -- | -- | -- | -- | -- | ---- |
| 1.º  | Barcelona (C)         | 83   | 44 | 23 | 14 | 7  | 75 | 34 | 41   |
| 2.º  | Emelec                | 74   | 44 | 22 | 8  | 14 | 67 | 49 | 18   |
| 3.º  | Liga de Quito         | 69   | 44 | 17 | 18 | 9  | 58 | 42 | 16   |
| 4.º  | Liga de Loja          | 68   | 44 | 19 | 11 | 14 | 51 | 45 | 6    |
| 5.º  | Independiente         | 65   | 44 | 17 | 14 | 13 | 53 | 47 | 6    |
| 6.º  | Deportivo Cuenca      | 63   | 44 | 18 | 9  | 17 | 44 | 49 | −5   |
| 7.º  | Manta                 | 57   | 44 | 15 | 12 | 17 | 49 | 45 | 4    |
| 8.º  | Deportivo Quito       | 56   | 44 | 14 | 14 | 16 | 48 | 48 | 0    |
| 9.º  | El Nacional           | 52   | 44 | 13 | 13 | 18 | 48 | 62 | −14  |
| 10.º | Macará                | 50   | 44 | 14 | 8  | 22 | 46 | 62 | −16  |
| 11.º | Técnico Universitario | 49   | 44 | 12 | 13 | 19 | 45 | 66 | −21  |
| 12.º | Olmedo                | 35   | 44 | 9  | 8  | 27 | 36 | 71 | −35  |

|  | Clasificados a Copa Libertadores 2013 y Copa Sudamericana 2013. |
|  | Clasificado a Copa Libertadores 2013.                           |
|  | Clasificados a Copa Sudamericana 2013.                          |
|  | Descendidos a Serie B 2013.                                     |

### Evolución de la clasificación
| Equipo / Fecha   | 23 | 24 | 25 | 26 | 27 | 28 | 29 | 30 | 31 | 32 | 33 | 34 | 35 | 36 | 37 | 38 | 39 | 40 | 41 | 42 | 43 | 44 |
| ---------------- | -- | -- | -- | -- | -- | -- | -- | -- | -- | -- | -- | -- | -- | -- | -- | -- | -- | -- | -- | -- | -- | -- |
| Barcelona        | 1  | 1  | 1  | 1  | 1  | 1  | 1  | 1  | 1  | 1  | 1  | 1  | 1  | 1  | 1  | 1  | 1  | 1  | 1  | 1  | 1  | 1  |
| Emelec           | 2  | 2  | 2  | 2  | 2  | 2  | 2  | 2  | 2  | 2  | 2  | 2  | 2  | 2  | 2  | 2  | 2  | 2  | 2  | 2  | 2  | 2  |
| Liga de Quito    | 5  | 5  | 5  | 3  | 3  | 3  | 3  | 3  | 3  | 3  | 3  | 3  | 3  | 3  | 3  | 3  | 3  | 3  | 6  | 4  | 3  | 3  |
| Liga de Loja     | 4  | 4  | 4  | 4  | 4  | 4  | 5  | 6  | 5  | 4  | 5  | 4  | 5  | 5  | 4  | 7  | 7  | 7  | 5  | 6  | 4  | 4  |
| Independiente    | 3  | 3  | 3  | 5  | 5  | 5  | 6  | 4  | 4  | 5  | 6  | 6  | 7  | 7  | 7  | 6  | 4  | 4  | 3  | 3  | 5  | 5  |
| Deportivo Cuenca | 6  | 6  | 6  | 6  | 6  | 6  | 4  | 5  | 6  | 6  | 4  | 5  | 4  | 4  | 6  | 5  | 6  | 5  | 4  | 5  | 6  | 6  |
| Manta            | 9  | 9  | 9  | 8  | 7  | 7  | 7  | 7  | 8  | 9  | 9  | 9  | 8  | 8  | 9  | 9  | 8  | 9  | 8  | 8  | 7  | 7  |
| Deportivo Quito  | 7  | 7  | 7  | 9  | 9  | 9  | 9  | 8  | 7  | 7  | 7  | 7  | 6  | 6  | 5  | 4  | 5  | 6  | 7  | 7  | 8  | 8  |
| El Nacional      | 8  | 8  | 8  | 7  | 8  | 8  | 8  | 9  | 9  | 10 | 10 | 10 | 10 | 10 | 10 | 10 | 9  | 8  | 9  | 9  | 9  | 9  |
| Macará           | 10 | 10 | 10 | 10 | 10 | 10 | 10 | 10 | 10 | 8  | 8  | 8  | 9  | 9  | 8  | 8  | 10 | 10 | 10 | 11 | 10 | 10 |
| Técnico          | 11 | 11 | 11 | 11 | 12 | 12 | 12 | 12 | 12 | 12 | 12 | 11 | 11 | 11 | 11 | 11 | 11 | 11 | 11 | 10 | 12 | 11 |
| Olmedo           | 12 | 12 | 12 | 12 | 11 | 11 | 11 | 11 | 11 | 11 | 11 | 12 | 12 | 12 | 12 | 12 | 12 | 12 | 12 | 12 | 12 | 12 |

## Tercera etapa

### Clasificación a la Copa Sudamericana 2013
| 8 de diciembre de 2012, 19:00 | Liga de Loja | 1:0 (1:0) | Independiente | Estadio Reina del Cisne, Loja                        |                                                      |
|                               | Feraud 8'    | Reporte   |               | Asistencia: 5000 espectadores Árbitro(s): Diego Lara | Asistencia: 5000 espectadores Árbitro(s): Diego Lara |

| 15 de diciembre de 2012, 11:00 | Independiente | 0:1 (0:0) (Global 0:2) | Liga de Loja | Estadio General Rumiñahui, Sangolquí                             |                                                                  |
|                                |               | Reporte                | León 72'     | Asistencia: 4500 espectadores Árbitro(s): Miguel Octavio Hidalgo | Asistencia: 4500 espectadores Árbitro(s): Miguel Octavio Hidalgo |

- Liga de Loja ganó la serie por un global de 2 - 0 y se clasificó como Ecuador 3 a Copa Sudamericana 2013; en tanto que Independiente lo hizo como Ecuador 4.

### Clasificación a la Copa Libertadores 2013
| 9 de diciembre de 2012, 11:30 | Liga de Quito | 1:2 (1:1) | Emelec                      | Estadio Casa Blanca, Quito                             |                                                        |
|                               | Vitti 45'     | Reporte   | De Jesús 31' · Mondaini 67' | Asistencia: 31 000 espectadores Árbitro(s): Omar Ponce | Asistencia: 31 000 espectadores Árbitro(s): Omar Ponce |

| 16 de diciembre de 2012, 17:00 | Emelec       | 1:0 (0:0) (Global 3:1) | Liga de Quito | Estadio George Capwell, Guayaquil                             |                                                               |
|                                | De Jesús 32' | Reporte                |               | Asistencia: 15 000 espectadores Árbitro(s): José Luis Espinel | Asistencia: 15 000 espectadores Árbitro(s): José Luis Espinel |

- Emelec ganó la serie por un global de 3 - 1 y se clasificó como Ecuador 2 a la Copa Libertadores 2013 y a la Copa Sudamericana 2013; en tanto que Liga de Quito lo hizo como Ecuador 3 a la Copa Libertadores 2013.

## Final
| Finalistas              | Vía de clasificación        |
| ----------------------- | --------------------------- |
| Barcelona Sporting Club | Ganador de la primera etapa |
| Barcelona Sporting Club | Ganador de la segunda etapa |

|                                             |
|                                             |
| Campeón Barcelona Sporting Club 14.º título |

## Goleadores
| Jugador          | Club                  | Goles |
| ---------------- | --------------------- | ----- |
| Narciso Mina     | Barcelona             | 30    |
| Claudio Bieler   | Liga de Quito         | 20    |
| Fábio Renato     | Liga de Loja          | 16    |
| Carlos Quintero  | Macará                | 13    |
| Enner Valencia   | Emelec                | 13    |
| Marlon De Jesús  | Emelec                | 13    |
| Ariel Nahuelpan  | Liga de Quito         | 11    |
| Daniel Samaniego | Independiente         | 11    |
| Byron Cano       | Deportivo Cuenca      | 10    |
| Alex Colón       | Técnico Universitario | 10    |